# Nicholas Cundy
Nicholas Cundy est un joueur canadien de volley-ball né le 14 septembre 1983 à Edmonton. Il mesure 1,94 m et joue réceptionneur-attaquant.

## Clubs
| Club              | Pays     | De        | À         |
| ----------------- | -------- | --------- | --------- |
| Team Canada       | Canada   | 2006-2007 | 2006-2007 |
| Noliko Maaseik    | Belgique | 2007-2008 | 2007-2008 |
| Autocommerce Bled | Slovénie | 2008-2009 | 2008-2009 |
| Benfica Lisbonne  | Portugal | 2009-2010 | 2009-2010 |
| AS Cannes         | France   | 2010-2011 | 2011-2012 |

## Palmarès
- Coupe de la CEV
  - Finaliste : 2008
- Championnat de Belgique (1)
  - Vainqueur : 2008
- Coupe de Belgique (1)
  - Vainqueur : 2008